# Филист Сиракузский
Филист Сиракузский (др.-греч. Φίλιστος; ок. 430—356/355 до н. э.) — древнегреческий историк, политический деятель и военачальник. Автор несохранившегося до наших дней исторического труда «История Сицилии» (др.-греч. Sikelika) в 13 книгах.

## Биография
Филист, происходящий из знатного и богатого рода, был активным сторонником правления в Сиракузах тиранов Дионисия Старшего и Дионисия Младшего. В 405 году до н. э. он содействовал первому из них в завоевании Сиракуз. Некоторое время командовал сторожевым отрядом, занимавшим сиракузскую крепость.
Несмотря на то, что Филист был его приверженцем, Дионисий Старший в 386 году до н. э. изгнал его из Сиракуз за то, что тот без разрешения Дионисия женился на его племяннице.
После смерти Дионисия Старшего Филист в 366 году до н. э. был возвращён из ссылки и оказывал значительное влияние на управление государством. Отвергая план реформ, предложенный Дионом и Платоном, в 361 году до н. э. он способствовал их изгнанию.
Филист погиб, участвуя в неудачной морской битве против Диона. По одним данным, после своего поражения он покончил жизнь самоубийством; по другим известиям, пал жертвой разъярённой толпы.

## «История Сицилии» Филиста
Исторический труд Филиста был создан по образцу сочинения Фукидида и излагал историю Сицилии с древнейших времен до первых лет правления Дионисия Младшего. Из тринадцати книг одиннадцать были посвящены правлению Дионисия Старшего, а последние две — правлению Дионисия Младшего до изгнания. Впоследствии Афанасий Сиракузский продолжил историю Филиста.
По мнению древних, Филист подражал Фукидиду, но не мог достигнуть его высоты (Цицерон называет его поэтому «pusillus Thucydides»): исторические события излагал односторонне, с точки зрения своих политических симпатий и антипатий. Несмотря на это, «Sikelika» пользовалась в древности популярностью. Так, Александр Македонский в походе в Азию, приказал, наряду с трагедиями Эврипида, Софокла и Эсхила, прислать ему сочинение Филиста (Plut.Alex.,8).